# Krejčovství Vývoj
Krejčovství Vývoj vzniklo v roce 1931, jako oděvní družstvo v Třešti. V současné době se Vývoj Třešť kromě individuálního prodej šatů a obleků orientuje také na profesní oděvy i klasickou pánskou konfekci. Prodejny značky Vývoj jsou k nalezení v OD Kotva v Praze, v Jihlavě či v Českých Budějovicích. Na konci roku 2015 se otevřel nový privátní krejčovský salon v centru Prahy, v těsném sousedství hotelu Hilton.

## Historie

### 30.–40. léta
Během hospodářské krize neměli jednotliví živnostníci šanci na přežití a spolupráce v rámci oděvního družstva jim tak dala šanci na další rozvoj. Založení oděvního družstva tak bylo významnou událostí pro celé město.
Výrobní program byl z počátku tvořen produkcí zakázkových oděvů, postupně se firma rozrůstala a získávala i „erární“ zakázky. Ve třicátých a čtyřicátých letech 20. století dosahovalo krejčovství vynikajících výsledků. Šilo se zde oblečení pro armádu i policii a zpracovávalo mnoho dalších zakázek pro klienty i pro stát. 

### 50.–90. léta
Problémy soukromého podnikání po roce 1948 se Vývoji většinou vyhnuly, protože z moci státní nebylo zrušeno družstevní podnikání a vlastnictví krejčovství tak zůstalo v rukou českých majitelů. V období plánovaného hospodářství došlo k podstatnému rozšíření konfekční výroby a to jak pánské tak dámské. Výrobky byly dodávány do maloobchodní sítě celé Československé republiky.
Budova krejčovství byla postavena v 70. letech 20. století. V tehdejším „domě služeb“ sídlilo mimo jiné kožešnictví, pletáž či prádlo. Část výroby se v té době orientovala i na pánskou a dámskou konfekci a brzy se otevíraly další prodejny (v Telči, v Jihlavě, v Pelhřimově, v Dačicích či v Brtnici). Vývoj Třešť v té době zaměstnával 450 zaměstnanců.

### 90. léta
Polistopadové společenské změny znamenaly pro firmu novou orientaci v oblasti získávání zakázek. Tuzemský trh se z pohledu dřívějších obchodních vazeb velmi dynamicky proměňoval a firma navazuje nové obchodní kontakty se zahraničními partnery, především z Itálie, Rakouska, Německa, Anglie a dalších zemí.
Vedle tradičního konfekčního výrobního programu, firma rozvíjí výrobu profesních oděvů v technologii GORE-TEX a NOMEX, např. zásahové oděvy pro hasiče nebo ochranné oděvy pro Armádu České republiky.

### Současnost
V roce 2004 začíná spolupracovat se švýcarským výrobcem oděvů a postupně přebírá kompletně její výrobní program založený na systému made to measure, česky měřenka. Tedy výrobek, který je určen pro konkrétního koncového zákazníka. Postupně začíná firma Vývoj tento model nabízet také českému zákazníkovi. 

## Výrobní program
Tradičním výrobním programem je výroba pánských sak, kalhot, vest, obleků a plášťů pod firemní obchodní značkou Krejčovství Vývoj. V nabídce jsou obleky z přírodních a směsových materiálů nejvyšší kvality od společenských obleků, smokingů a fraků po oděvy ke každodennímu nošení a pro volný čas. 

## Významná ocenění
Krejčovství Vývoj bylo několikrát vyhodnoceno mezi sto nejlepšími firmami České republiky. Jde o významného zaměstnavatele na Vysočině. 
Management krejčovství Vývoj získal tituly v soutěžích Manažer roku a Podnikatel roku.[zdroj?]